# Paepalanthus capitatus
Paepalanthus capitatus är en gräsväxtart som beskrevs av Silveira. Paepalanthus capitatus ingår i släktet Paepalanthus och familjen Eriocaulaceae. Inga underarter finns listade i Catalogue of Life.